# Нейтрон-антинейтронные осцилляции
Нейтро́н-антинейтро́нные осцилля́ции — гипотетические взаимопревращения нейтронов и антинейтронов в вакууме {\displaystyle n\leftrightarrows {\tilde {n}}}. Являются проявлением гипотетического взаимодействия, постулируемого в некоторых моделях Великого объединения и изменяющего барионное число на две единицы (ΔB = ±2, от +1 у нейтрона до −1 у антинейтрона). Это взаимодействие отличается от другого гипотетического взаимодействия, вызывающего распад нейтрона по схеме {\displaystyle n\rightarrow e^{+}+\pi ^{-}} или протона по схеме {\displaystyle p\rightarrow e^{+}+\pi ^{0}} и изменяющего барионное число на единицу (ΔB = ±1). Как наблюдения за пучками холодных нейтронов из реактора, так и поиск аннигиляции антинейтронов в ядрах дают нижнее ограничение на период вакуумных нейтрон-антинейтронных осцилляций с примерно одинаковой чувствительностью порядка 108 с. Наиболее чувствительный эксперимент с пучком холодных нейтронов даёт нижнее ограничение на период вакуумных осцилляций τвак > 0,86×108 с. Для внутриядерных нейтрон-антинейтронных осцилляций наилучшее ограничение на 2018 год даёт эксперимент Супер-Камиоканде (для нейтронов в ядрах 16O): τ > 1,9×1032 лет, что в пересчёте соответствует ограничению на период вакуумных осцилляций τвак > 2,7×108 с. Существует проект по поиску нейтрон-антинейтронных осцилляций при помощи ультрахолодных нейтронов.